# Xenobioticum
Een xenobioticum is een stof die in een organisme gevonden wordt, maar onder gewone omstandigheden niet door dat organisme wordt gemaakt of waarvan niet verwacht wordt dat de stof aanwezig is in dat organisme. Het kan ook zijn dat de stof in een veel hogere concentratie dan normaal in het organisme voorkomt.
Zo zijn bijvoorbeeld antibiotica bij dieren xenobiotica, omdat noch het lichaam deze zelf maakt noch dat ze voorkomen in een normaal dieet. Ook paracetamol of acetylsalicylzuur (in aspirine) zijn xenobiotica.
De term xenobioticum wordt echter gewoonlijk gebruikt in de context met vervuilende stoffen, zoals dioxinen en pcb's en hun effect op organismen.
Het lichaam van dieren verwijdert xenobiotica door een xenobiotisch metabolisme (stofwisseling), dat bestaat uit het onwerkzaam maken en/of de uitscheiding van de xenobiotica. Het onwerkzaam maken van de stof gebeurt meestal door de lever en de uitscheiding door de nieren, lever, huid of longen. Enzymen in de lever activeren het metabolisme van xenobiotica door oxidatie, reductie, hydrolyse en/of hydratatie om vervolgens de dan gevormde secundaire metabolieten met glucuronzuur, zwavelzuur of glutathion onschadelijk te maken en ze uit te scheiden via de gal of de urine. Een voorbeeld van zo'n groep enzymen zijn de microsomale cytochroom P450's. Deze enzymen zijn belangrijk voor de farmaceutische industrie omdat ze verantwoordelijk zijn voor de afbraak van medicijnen.